# Cerceris eryngii eryngii
Cerceris eryngii eryngii é uma subespécie de insetos himenópteros, mais especificamente de vespas pertencente à família Crabronidae.
A autoridade científica da subespécie é Marquet, tendo sido descrita no ano de 1875.
Trata-se de uma subespécie presente no território português.